# The Sufferings of the Queen of France
The Sufferings of the Queen of France (Die Leiden der Königin von Frankreich), auch bekannt unter den Titeln La Mort de Marie-Antoinette und Le tableau Marie-Antoinette, ist ein Klavierzyklus des böhmischen Komponisten und Pianisten Johann Ladislaus Dussek (1760–1812), der in zehn programmatischen Einzelstücken den Leidensweg und die Apotheose der französischen Königin Marie-Antoinette beschreibt.

## Hintergrund
Dussek kam zum ersten Mal Ende des Jahres 1786 nach Paris, wo er bereits nach kurzer Zeit als Klaviervirtuose begeistert gefeiert wurde. Die musikliebende französische Königin Marie-Antoinette wurde daraufhin seine Gönnerin. Angeblich soll sie vergeblich versucht haben, Dussek von einem Besuch seines Bruders in Mailand abzuhalten, da sie fürchtete, ihn als Hofmusiker zu verlieren. Dussek kehrte 1788 nach Paris zurück, reiste aber bereits wieder Anfang des folgenden Jahres nach London ab, wo er als konzertierender Pianist und Klavierlehrer des Adels an seine vorangegangenen Erfolge anknüpfen konnte. Am 31. August 1792 heiratete er Sophia Corri (1775–1831), Tochter des Musikverlegers Domenico Corri (1755–1824), an dessen Geschäft Dussek bald darauf Teilhaber wurde.
Nachdem Marie-Antoinette während der Französischen Revolution am 16. Oktober 1793 in Paris hingerichtet worden war, komponierte Dussek seinen Klavierzyklus The Sufferings of the Queen of France, dessen Erscheinen im Verlag (Corri, Dussek, & Co.) am 13. Dezember 1793 in der Londoner Times als Dusíks op. 23 angekündigt wurde:
The Suffering of the Queen of France, A Musical Composition Expressing the feeling of the unfortunate Marie Antoinette During her Imprisonment, Trial, &c. The Music adapted for the Piano Forte or Harpsichord. Composed by J. L. Dussek.

## Das Werk

### Aufbau
Der Zyklus besteht aus folgenden zehn Einzelnummern:
- No. 1, The Queen’s Imprisonment (Largo, c-Moll, 4/4)
- No. 2, She reflects on her former Greatness, (Maestosamente, Es-Dur, 4/4)
- No. 3, They separate her from her Children, (Agitato assai, c-Moll, 2/2)
- No. 4, They pronounce the Sentence of Death, (Allegro con furia, Es-Dur, 3/4)
- No. 5, Her Resignation to her Fate, (Adagio innocente, Es-Dur, 3/4)
- No. 6, The Situation and Reflections the Night before her Execution, (Andante agitato, As-Dur/d-Moll, 3/4)
- No. 7, March, (Lento, d-Moll, 4/4)
- No. 8, The savage Tumult of the Rabble, (Presto furioso, B-Dur, 3/4)
- No. 9, The Queen’s Invocation to the Almighty just before her Death, (Molto adagio, E-Dur, 3/4)
- No. 10, The Apotheosis, (Allegro maestoso, C-Dur, 4/4)

### Charakteristik
Unverkennbar ist die Anlehnung an die 14 Stationen des Kreuzwegs. Tonartlich verharrt Dussek in den Nummern 1 bis 8 in den ♭-Tonarten, bevor er dann über das entfernte E-Dur in Nr. 9 zum strahlenden C-Dur gelangt. Neben den Überschriften der einzelnen Stücke fügte Dussek noch weitere programmatische Erklärungen ein, so z. B. The Farewell of her Childern[!] in Nr. 3, oder The Guards come to conduct her to the place of Execution in Nr. 6. Besonders originell ist die musikalische Illustration bei der Überschrift The Guillotine drops in Nr. 9: Ein Glissando abwärts über drei Oktaven von c3 bis c0.

## Ausgaben
- Corri, Dussek & Co., London 1793
- Ignaz Pleyel, Paris o. J. (ca. 1796/97)
- A. Kuntze, Amsterdam o. J. (ca. 1796/99)
- C. Müller, Stockholm(?) o. J. (ca. 1819/23)
- Igor Kipnis (Hg.), Alfred Publishing Co., New York 1975